# Melina Kanakaredes
Melina Eleni Kanakaredes Constantinides (en griego: Μελίνα Ελένη Κανακαρίδου Κωνσταντινiδου, Akron, 23 de abril de 1967) es una actriz greco-estadounidense, nominada al Emmy, conocida principalmente por los papeles protagonistas en dos series de televisión del prime time estadounidense: la detective Stella Bonasera en CSI: Nueva York y, anteriormente, la Dra. Sydney Hansen en Providence.
CBS confirmó en julio de 2010, que Kanakaredes no regresaría para la séptima temporada de CSI: NY.

## Biografía
Kanakaredes nació en Akron, Ohio, el 23 de abril de 1967. Es la hija de Constance "Connie" Temo, propietaria de una empresa de golosinas, y Harry Kanakaredes, vendedor de seguros. Sus dos tíos maternos poseen y dirigen una tienda de dulces en Akron llamada "Temo's Candy Company", una tienda de chocolate establecida en su ubicación actual por el abuelo de Kanakaredes, Christ Temo. Tiene dos hermanas: Cornelia "Lía" y Aretta Kanakaredes.
Kanakaredes asistió al Pittsburgh Musical Theatre, como estudiante. A los 8 años, Kanakaredes hizo su debut teatral en una producción de Tom Sawyer, en el Weathervane Playhouse en Akron, Ohio. Se graduó de Firestone High School en Akron. Asistió por un corto período de tiempo a la Ohio State University  y luego fue transferida al Point Park College en Pittsburgh, Pensilvania. Se graduó de Point Park en 1989 con una Licenciatura en Artes Escénicas

## Carrera

### Televisión
El primer papel televisivo de Kanakaredes fue en el drama diurno Guiding Light, interpretando el papel de Eleni Andros Cooper, desde 1991 hasta 1995. Fue nominada dos veces para un Premio Daytime Emmy por su interpretación de Eleni.
Sus papeles más destacados en la televisión fueron como la doctora Sydney Hansen en  Providence, que se emitió durante cinco temporadas, entre 1999 y 2002; y como la detective Stella Bonasera en la serie dramática de CBS CSI: NY. Kanakaredes dejó CSI: NY en 2010, después de seis temporadas.
Sus créditos en televisión incluyen  NYPD Blue, en un papel recurrente como la periodista Benita Alden durante la segunda temporada, Northern Exposure, Due South, Oz, The Practice, The Ben Stiller Show, y una adaptación del Hallmark Hall of Fame de la novela de Anne Tyler Saint Maybe.

### Cine
Las participaciones de Kanakaredes en el cine incluyen The Long Kiss Goodnight como Trin y 15 minutos como Nicolette Karas, la novia del personaje de Robert De Niro. Fue considerada para el papel principal en My Big Fat Greek Wedding, pero tuvo que rechazarlo debido a su embarazo.
Interpretó a la diosa griega Atenea en Percy Jackson y el ladrón del rayo.

## Vida personal
Kanakaredes está casada con Peter Constantinides desde el 6 de septiembre de 1992. La pareja tiene dos hijas: Zoe (nacida el 23 de mayo de 2000) y Karina Eleni (nacida el 25 de enero de 2003). Ella y su esposo tienen un restaurante llamado "Tria Greek Kuzina" en Powell, Ohio. Cuando se le preguntó por qué no utiliza el apellido de su marido profesionalmente, dijo: «Es todavía más difícil de pronunciar que mi apellido de soltera».

## Filmografía
| Año         | Título                             | Papel                     | Notas |
| ----------- | ---------------------------------- | ------------------------- | --- |
| 1987        | Carts                              |                           | |
| 1994        | Bledding Hearts                    | Daphne                    | Episodio "Fatal Destiny"                                                                                          |
| 1991 - 1995 | The Guiding Light                  | Eleni Andros              | Serie de TV 46 episodios Nominada Soap Opera Digest Award (1994) Nominada Daytime Emmy Award Ganadora PFSCA award |
| 1995        | Due South                          | Victoria Metcalfe         | Serie de TV (3 Episodios)                                                                                         |
| 1995        | New York News                      | Angelina Villanova        | |
| 1995        | NYPD Blue                          | Benita Alden              | Cinco episodios                                                                                                   |
| 1996        | The Long Kiss Goodnight            | Trin                      | |
| 1997        | Leaving L.A.                       | Libby Galante             | |
| 1997        | The Practice (El abogado)          | Andrea Wexler             | Dos episodios |
| 1998        | Dangerous Beauty                   | Livia                     | |
| 1998        | Rounders                           | Bárbara                   | |
| 1998        | Saint Maybe                        | Rita                      | |
| 1998        | Oz                                 | A.D.A. Marilyn Crenshaw   | 1 Episodio |
| 2001        | 15 minutos                         | Nicolette Karas           | |
| 1999 - 2002 | Providence                         | Dra. Sydney Hansen        | Papel principal                                                                                                   |
| 2004        | CSI: Miami                         | Stella Bonasera           | Un episodio |
| 2005        | Into the fire                      | Catrina/Sabrina Hampton   | |
| 2004 - 2010 | CSI: Nueva York                    | Stella Bonasera           | Papel principal                                                                                                   |
| 2009        | Percy Jackson y el ladrón del rayo | Atenea                    | Diosa |
| 2013        | El mensajero (Snitch)              | Sylvie Collins            | |
| 2014        | Hawaii Five-0                      | Agente ATF Kathy Millwood | Un episodio |
| 2015        | Extant                             | Dorothy                   | Tres episodios |
| 2016        | Notorious                          | Dana Hartman              | Dos episodios |
| 2018        | The Resident                       | Dr Lane Hunter            | |